# Verwersstraat
De Verwersstraat is een straat in de binnenstad van 's-Hertogenbosch. 
De straat had vroeger een andere naam. Het was een onderdeel van de Kolperstraat, de straat van de Markt tot aan het Voldersgat. De Verwersstraat dankt haar huidige naam aan de vele lakenververs die zich in deze straat hadden gevestigd.
De straat is verbonden met de verwoestende stadsbrand van 's-Hertogenbosch in 1463. Bij een van de lakenververs ontstond er een brand in het pand. De huizen waren toentertijd van hout en hadden rieten daken. In totaal gingen 400 huizen in vlammen op en vele Bosschenaren vonden de dood bij deze stadsbrand.
Een opmerkelijk pand in de straat is het Militair Gouvernement, de ambtswoning van de militair gouverneur. Toen de militaire functie werd vervangen door de civiele Gouverneur/Commissaris van de Koning(in), is het pand verbouwd tot Provinciehuis. Het pand staat op de rijksmonumentenlijst. Het huis heeft op de plek gestaan, waar vanaf 1609 het Mannenconvent Jezuïeten heeft gestaan. Sinds 1987 is het Noordbrabants Museum hier gevestigd.

Foto's
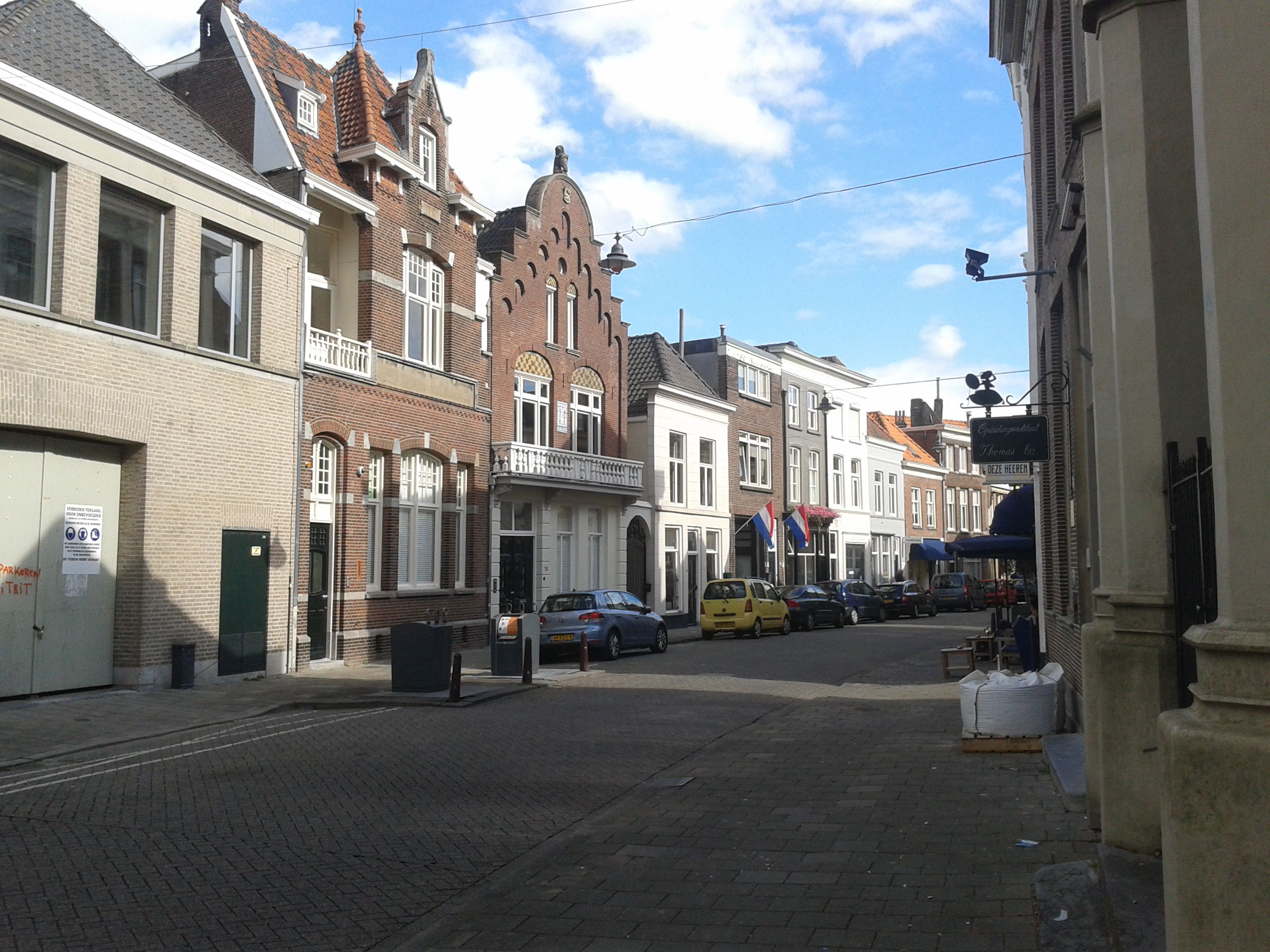
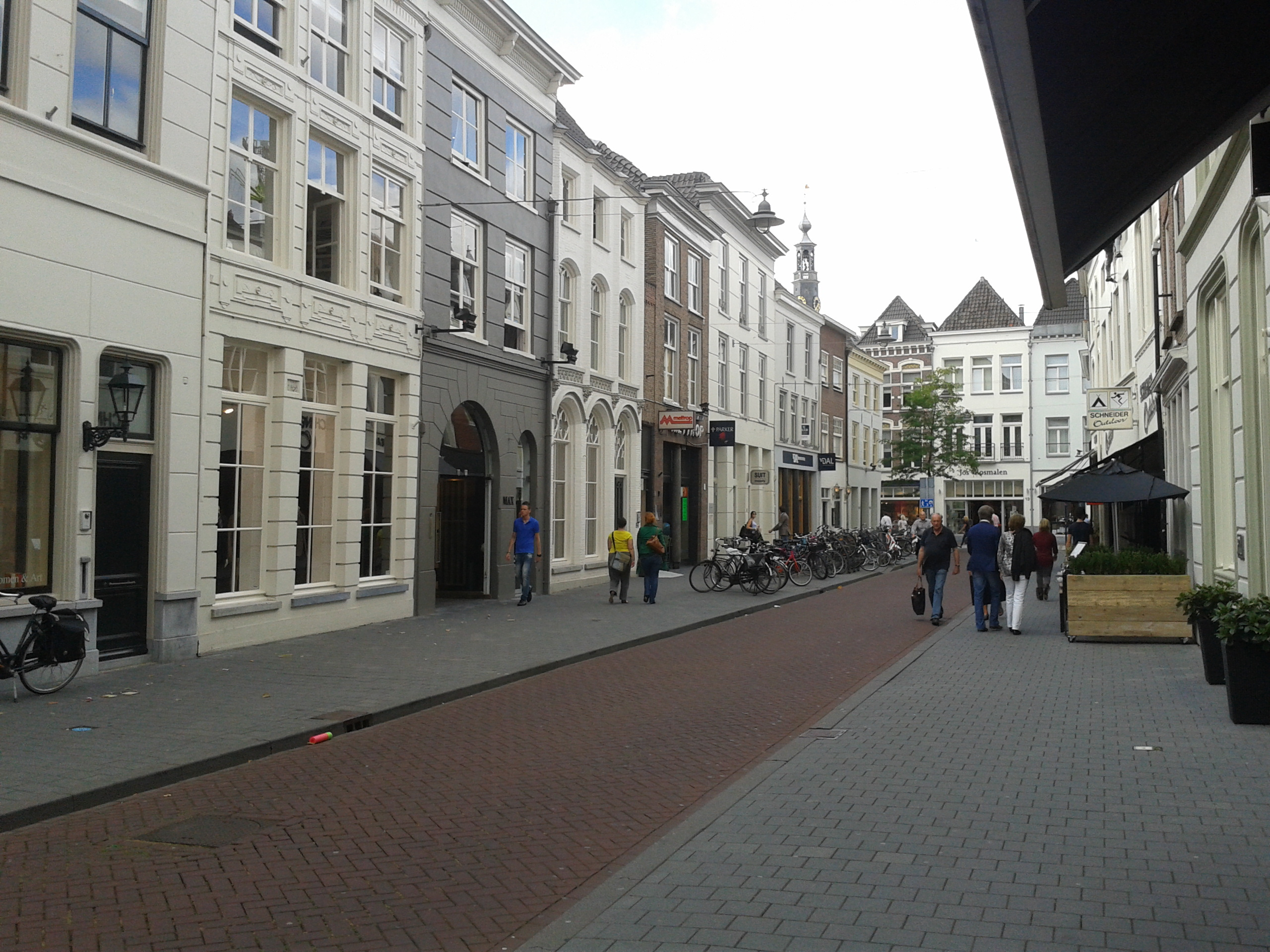
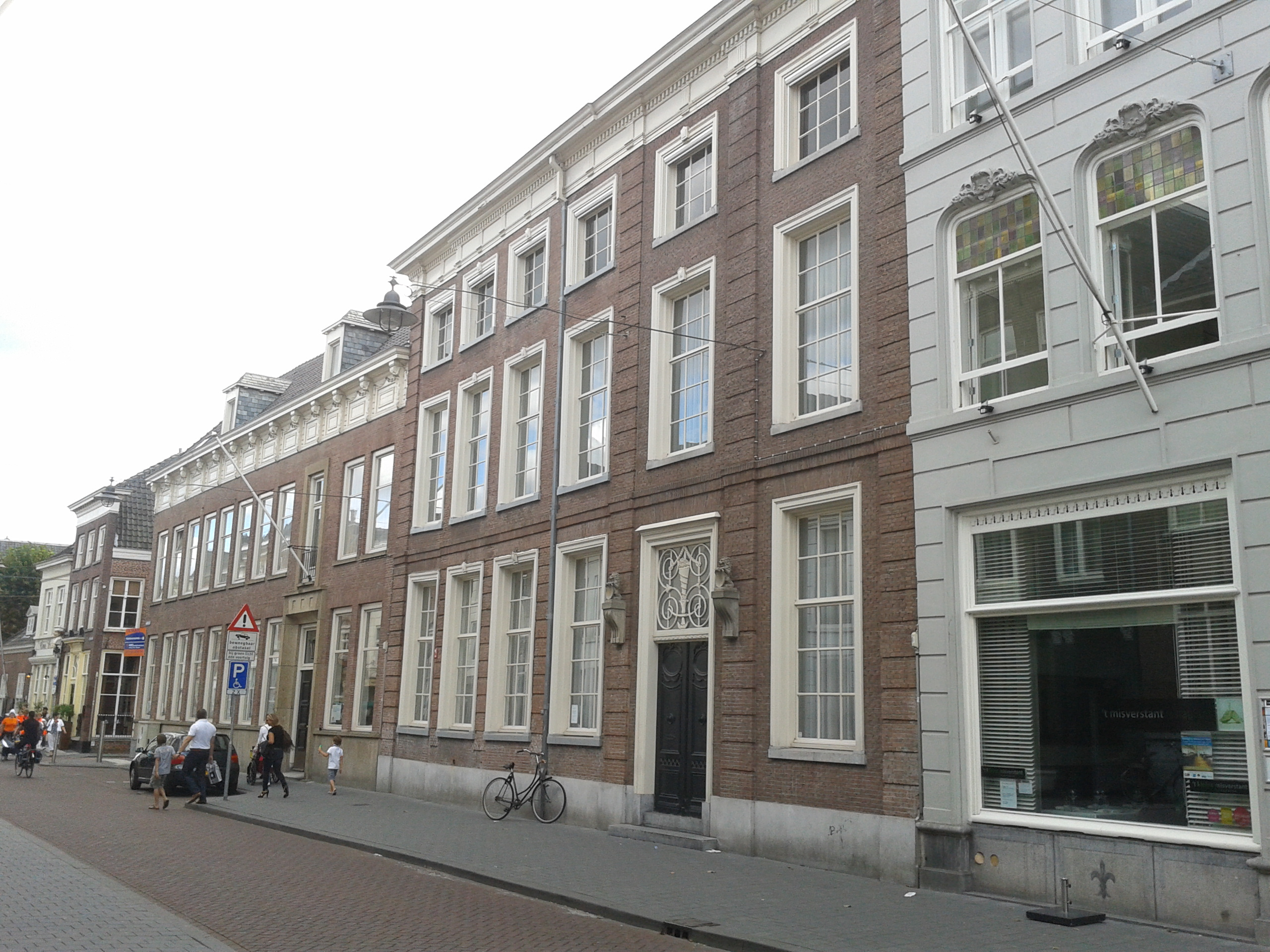
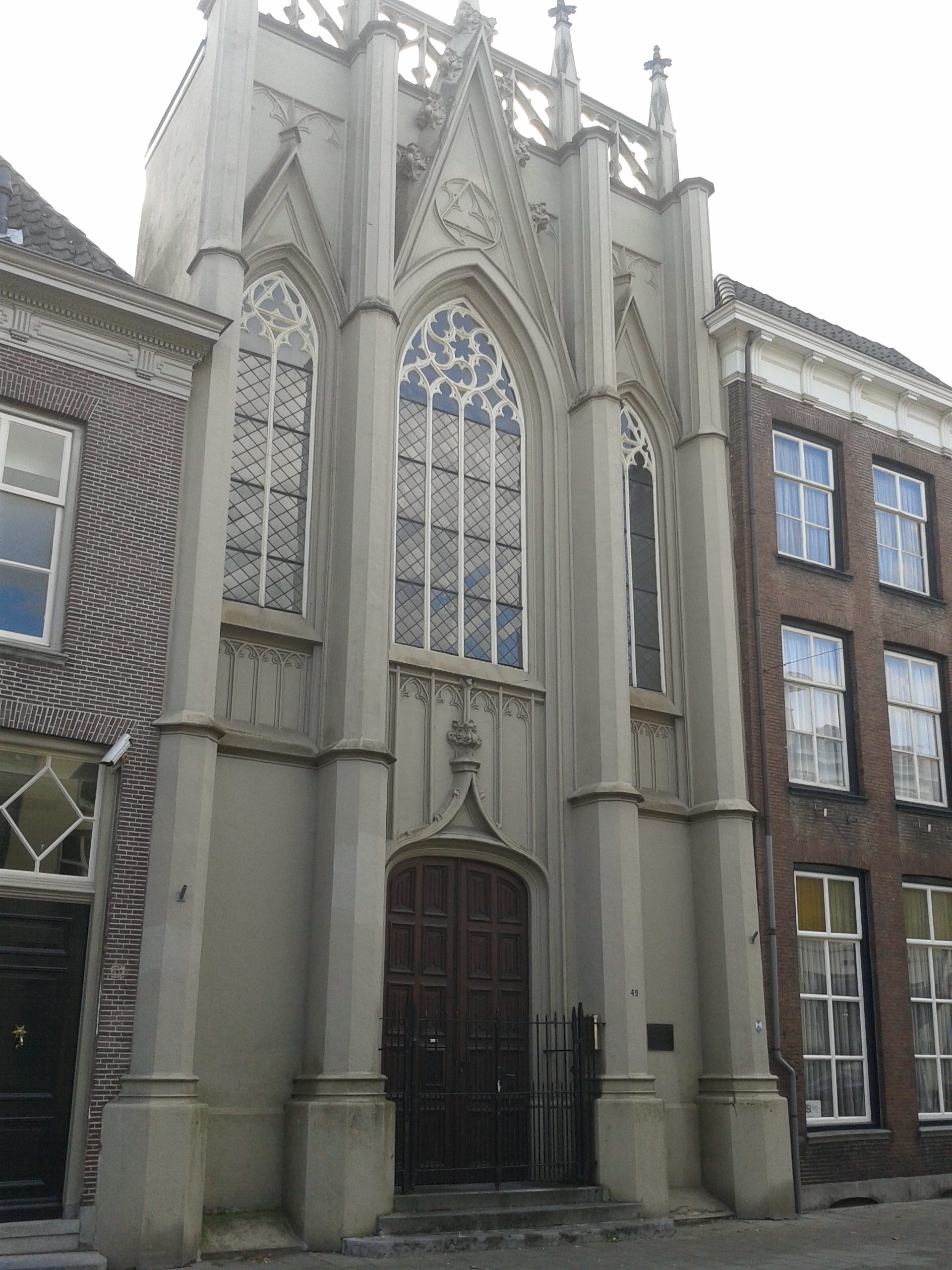
Evangelisch-Lutherse kerk
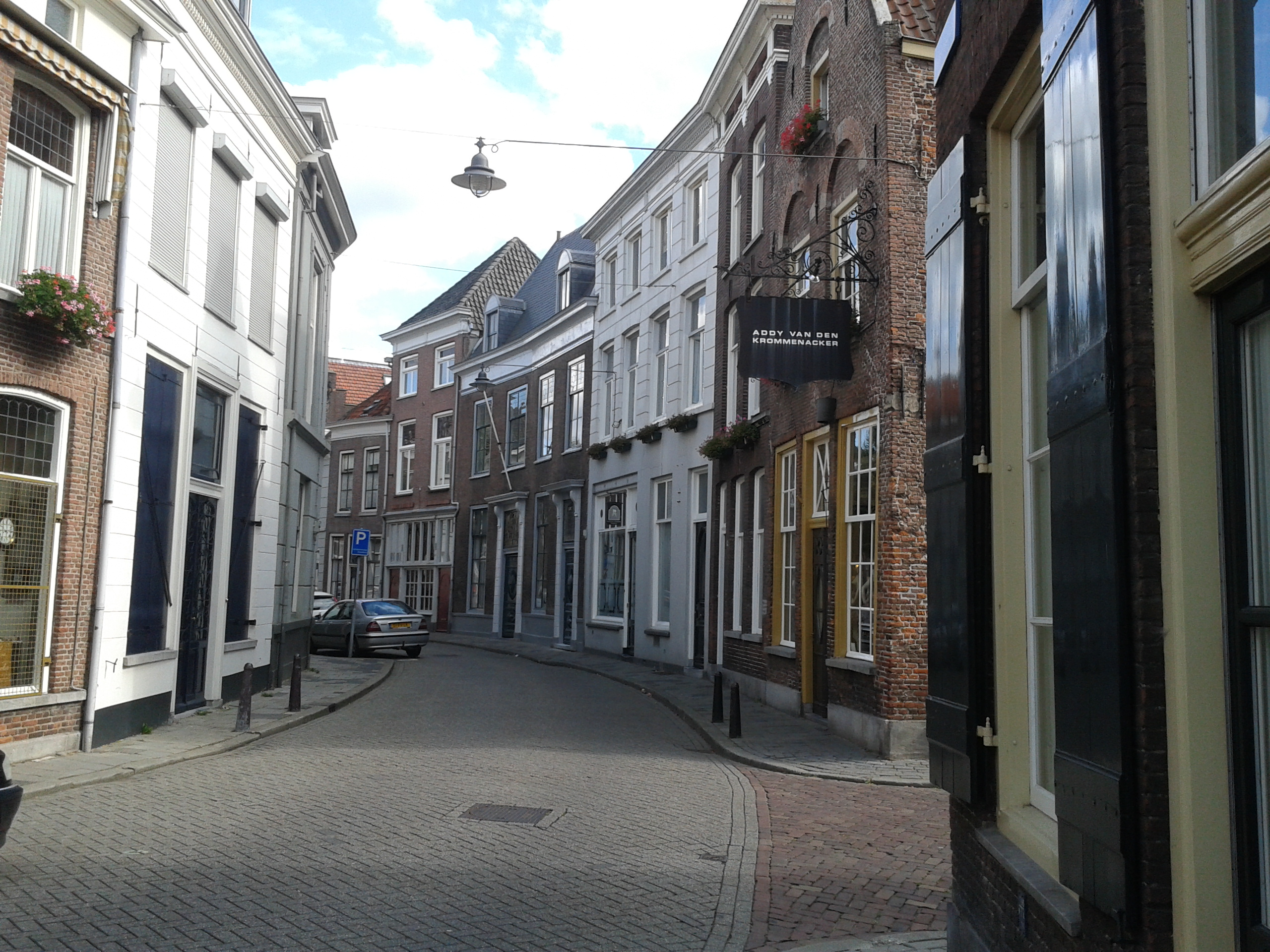
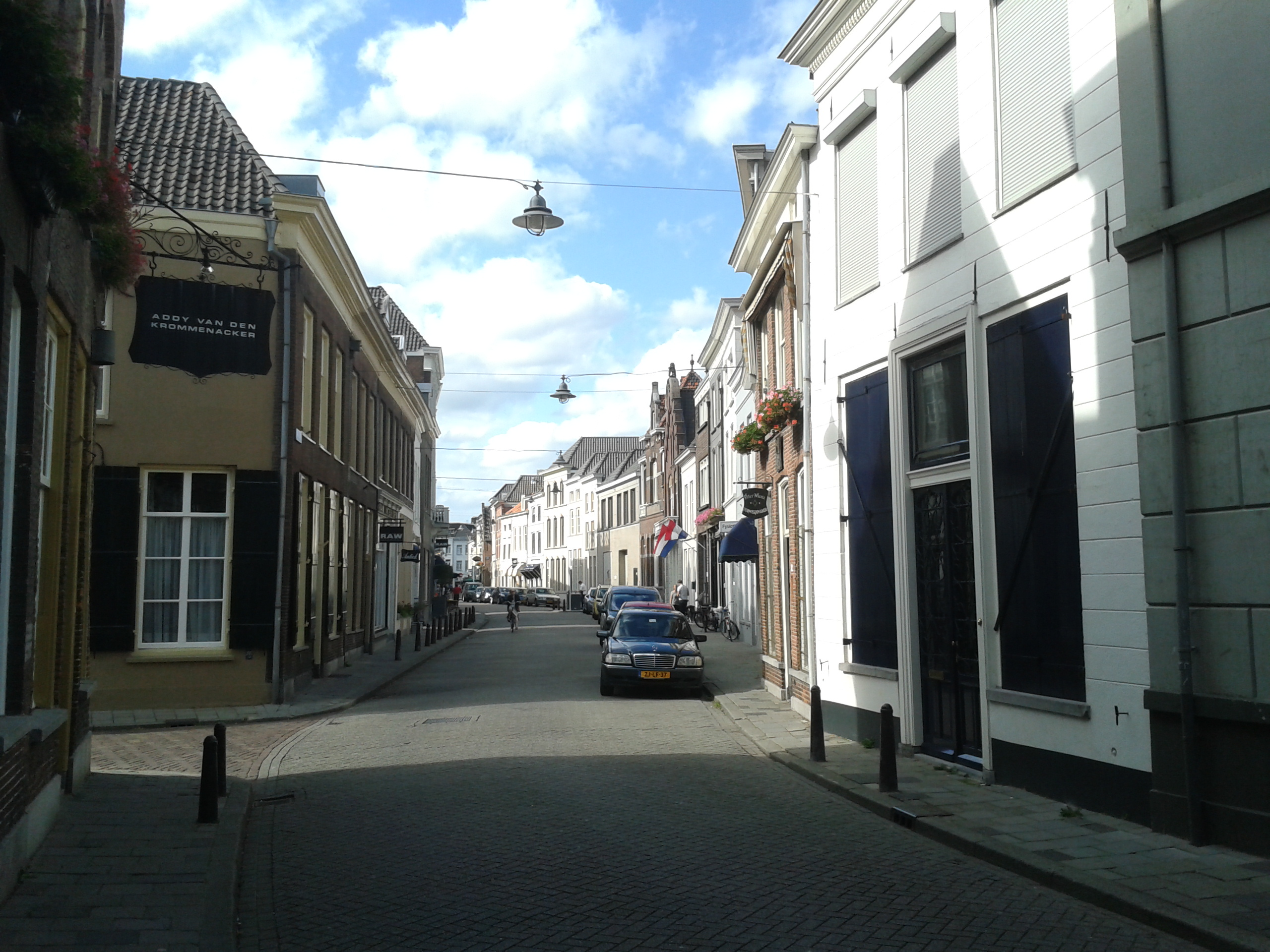
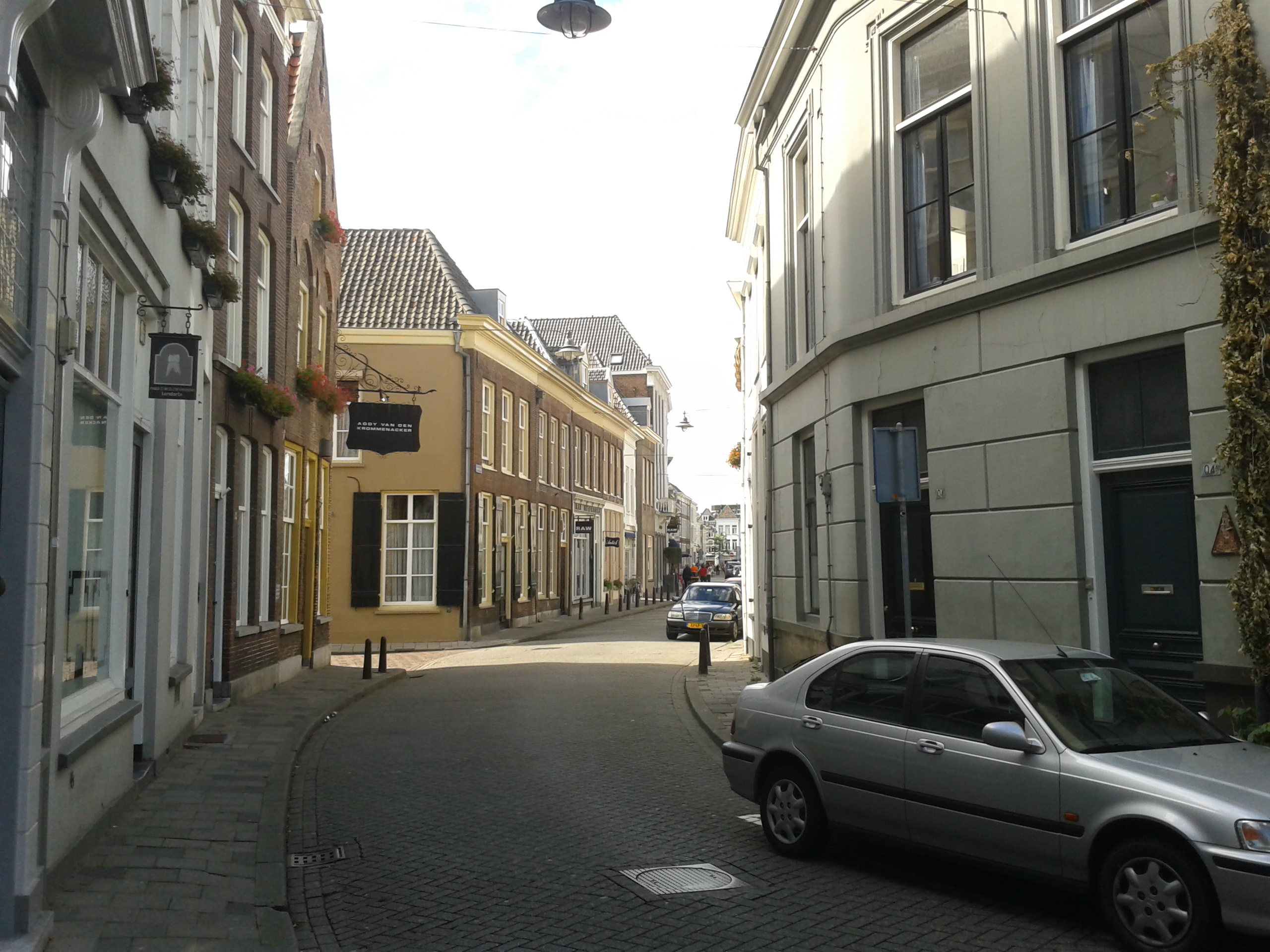
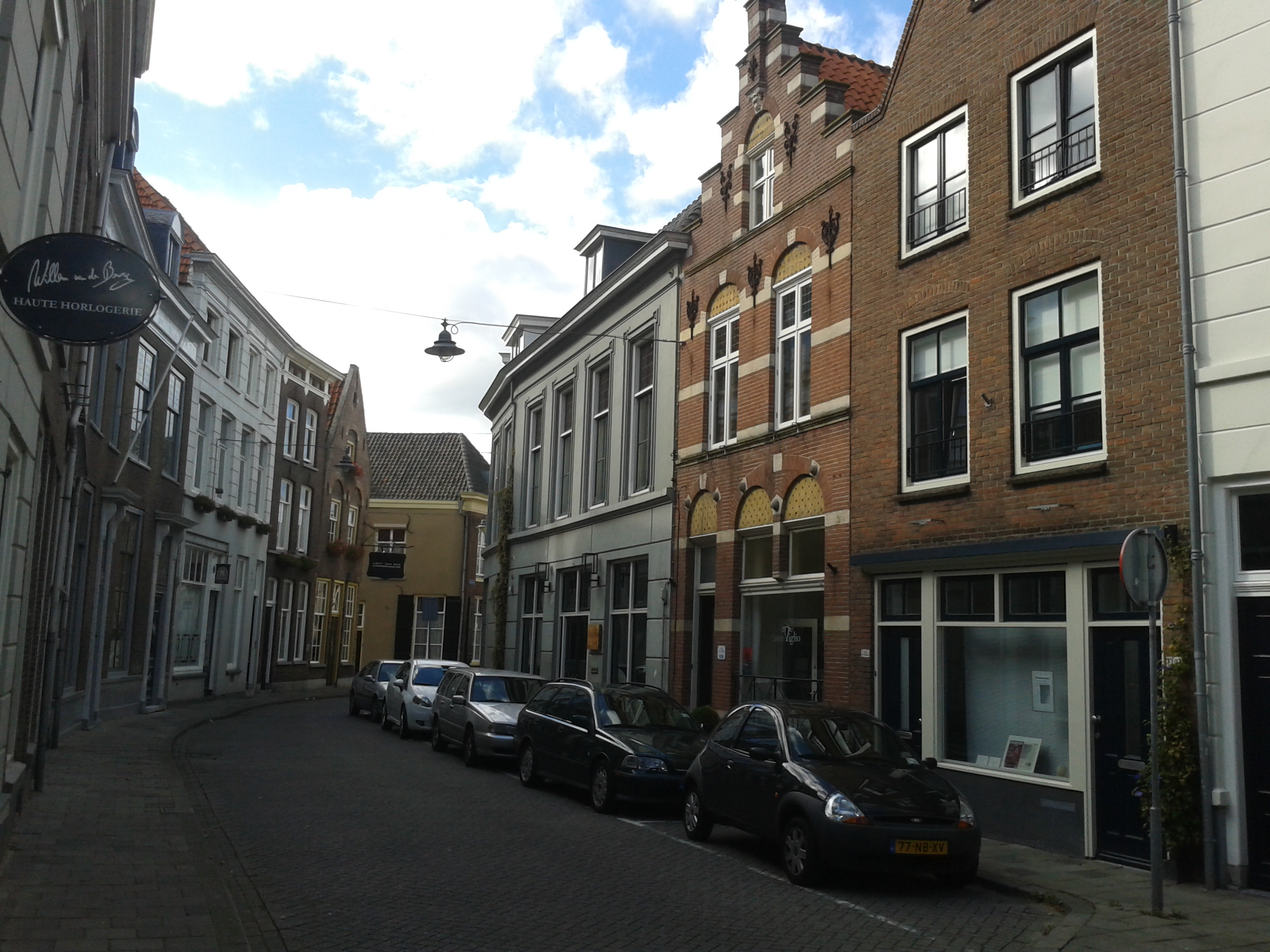
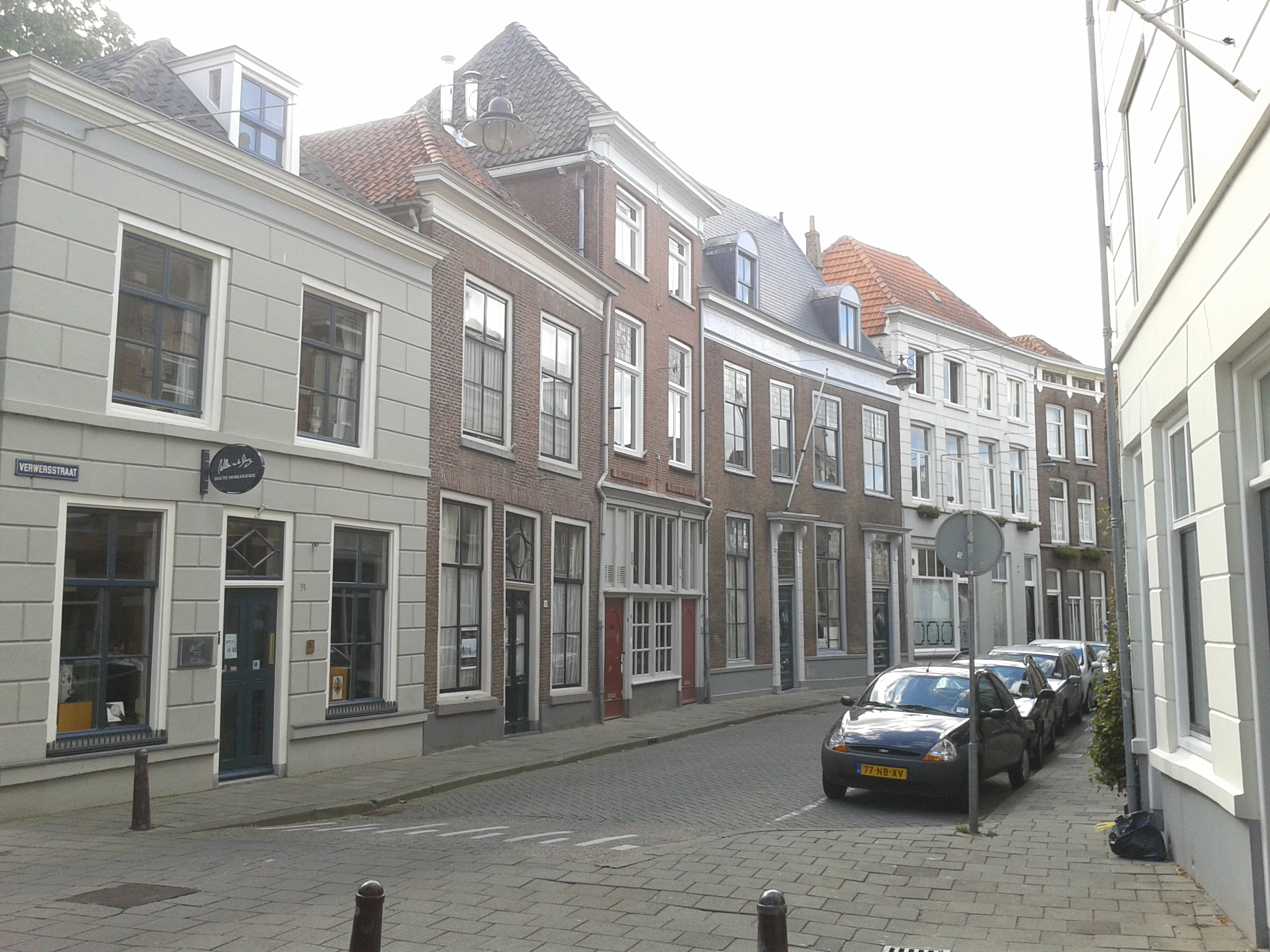
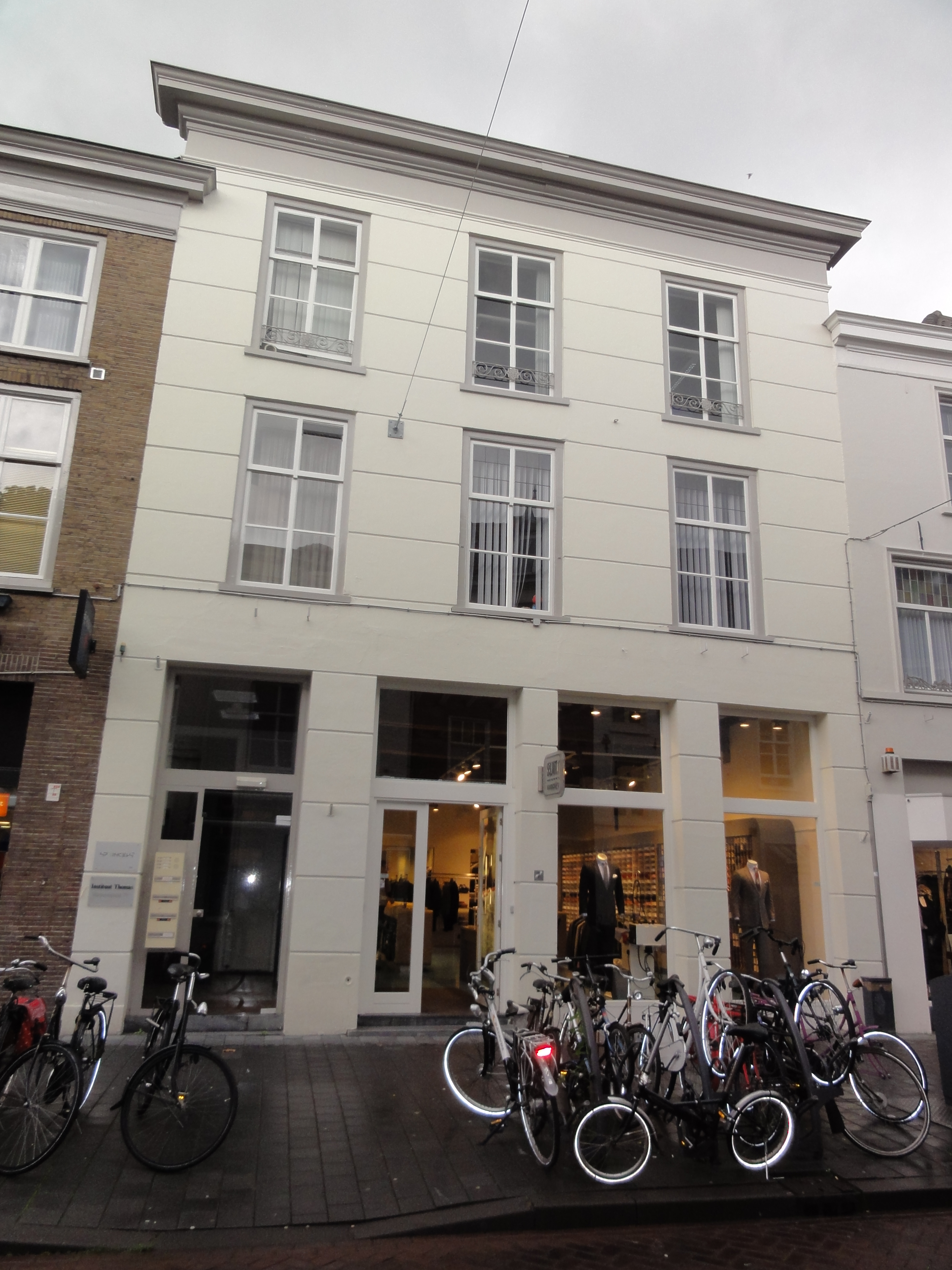
De Wildeman